# Jianan-Ebene

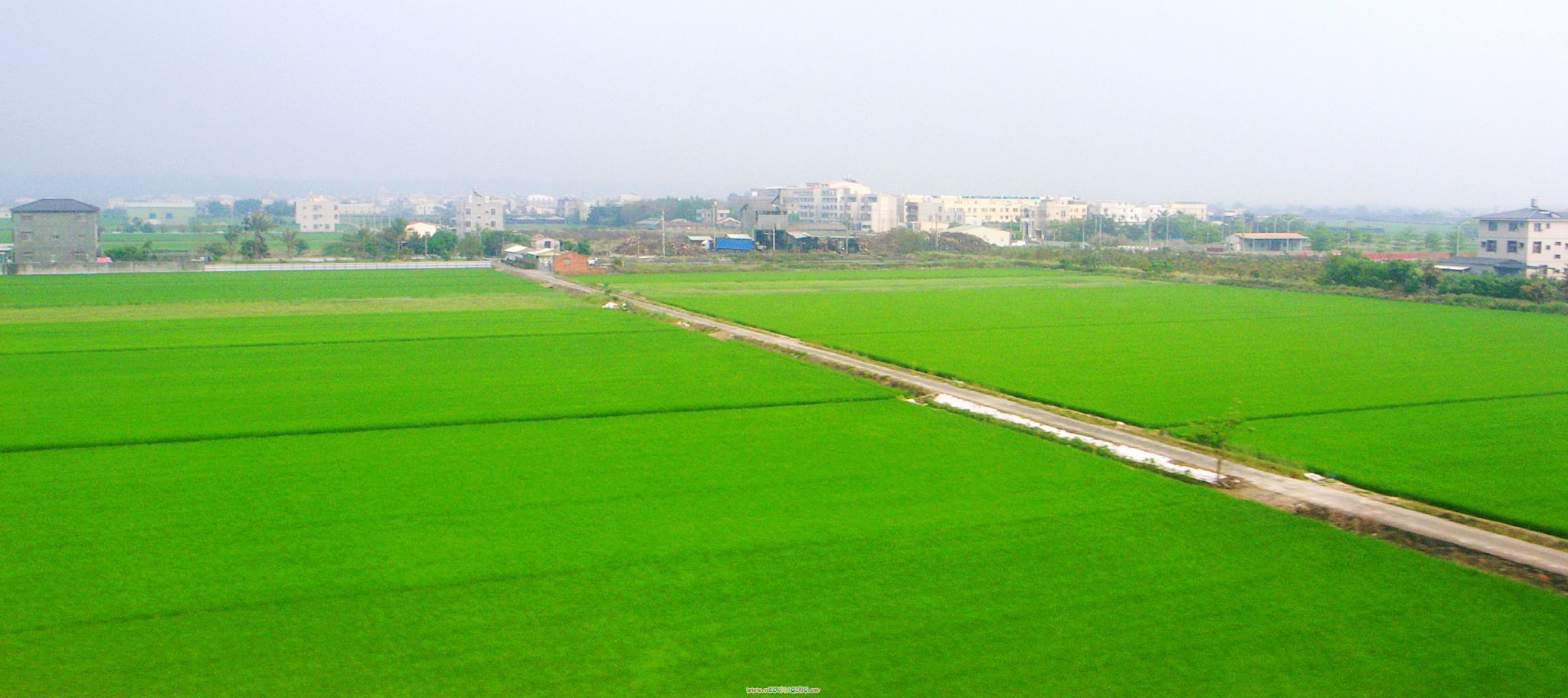
Jianan-Ebene

Die Jianan-Ebene oder Chianan-Ebene (chinesisch 嘉南平原, Pinyin Jiānán Píngyuán, taiwanisch: Ka-lâm Pêng-goân) ist eine Schwemmebene im Westen Taiwans. Sie ist die größte Ebene der Insel und erstreckt sich zwischen dem zentralen und dem südlichen Teil der Westküste entlang der Formosastraße. Der größte Teil der Ebene verteilt sich auf die Landkreise Chiayi und die Stadt Tainan. Aus den Silben Chia (bzw. Pinyin: Jia) und Nan dieser beiden Orte leitet sich ihr Name ab (Chianan bzw. Jianan (嘉南,  Jiānán)). Darüber hinaus reicht sie im Norden in den Landkreis Yunlin und im Süden in die Stadt Kaohsiung hinein.
Ursprünglich war die Ebene durch indigene Völker Taiwans besiedelt, die seit der Zeit der Qing-Dynastie von einwandernden Han-Chinesen weitgehend verdrängt wurden und heute nur noch Minderheiten sind. Seit der japanischen Herrschaft über Taiwan erzeugt die Ebene viele landwirtschaftliche Güter für die ganze Insel.

## Geographie

Changhua-Ebene (grün gefärbt) und Jiananebene (gelb gefärbt) bilden im weiteren Sinne eine Ebene. Die hier vorgenommene Abteilung entspricht der Grundwasser-Hydrologie der Insel.

Die Jianan-Ebene liegt zwischen der Formosastraße im Westen und den Ausläufern des zum Taiwanischen Zentralgebirge gehörenden Alishan im Osten. Sie wird von zahlreichen im Zentralgebirge entspringenden Flüssen durchzogen. Südlich schließt sich die Pingdong-Ebene an, im Norden geht die Jianan-Ebene in die zum Taichung-Becken zählende Zhanghua-Ebene über.
Die Ebene hat eine Fläche von etwa 2500 km², ihre Ausdehnung beläuft sich auf 35 km in der Breite und 145 km in der Länge.
Der durchschnittliche jährliche Niederschlag in diesem Gebiet beläuft sich auf etwa 1600 mm und ist damit geringer als im Rest Taiwans. Die Regenzeit fällt in den Sommer, deswegen ist der Winter die trockene Jahreszeit. Zu den Flüssen, die die Ebene durchziehen, gehören der Beigang, Puzi, Bazhang, Jishui, Zengwen, Yanshui und Erren, die vom östlich gelegenen Bergland durch die Ebene der Küste zustreben und sich dann in die Formosastraße entleeren.

## Siedlungsgeschichte
Vor etwa 6000 Jahren wurde das Land an der Meeresküste der Jianan-Ebene durch den steigenden Meeresspiegel überflutet und vor etwa 5000 Jahren hob sich das Land tektonisch empor. Verschiedene archäologische Fundstellen zeugen unter anderem von der spätsteinzeitlichen Tau-Kultur (大湖文化), die hier zwischen 1500 v. Chr. und dem Beginn unserer Zeitrechnung existierte, und der Niaosong-Kultur (蔦松文化) aus der Eisenzeit, die bis etwa ins Jahr 1500 hier bestand.
Aus der Zeit der schriftlichen Überlieferungen ist bekannt, dass die Hoanya im nördlichen Teil der Ebene lebten und der Süden durch die Siraya bewohnt wurde. Die Han-Chinesen begannen sich in der Ebene niederzulassen, seit Taiwan unter niederländischer Herrschaft war. Nachdem Zheng Chenggong die Niederländische Ostindien-Kompanie geschlagen und 1662 Taiwan in Besitz genommen hatte, wurden die Han-Chinesen die Herren über die Region und später zur Bevölkerungsmehrheit. Die meisten von ihnen wanderten aus Zhangzhou und Quanzhou in Fujian sowie aus Chaozhou in Guangdong in der Zeit der Qing-Dynastie ein.

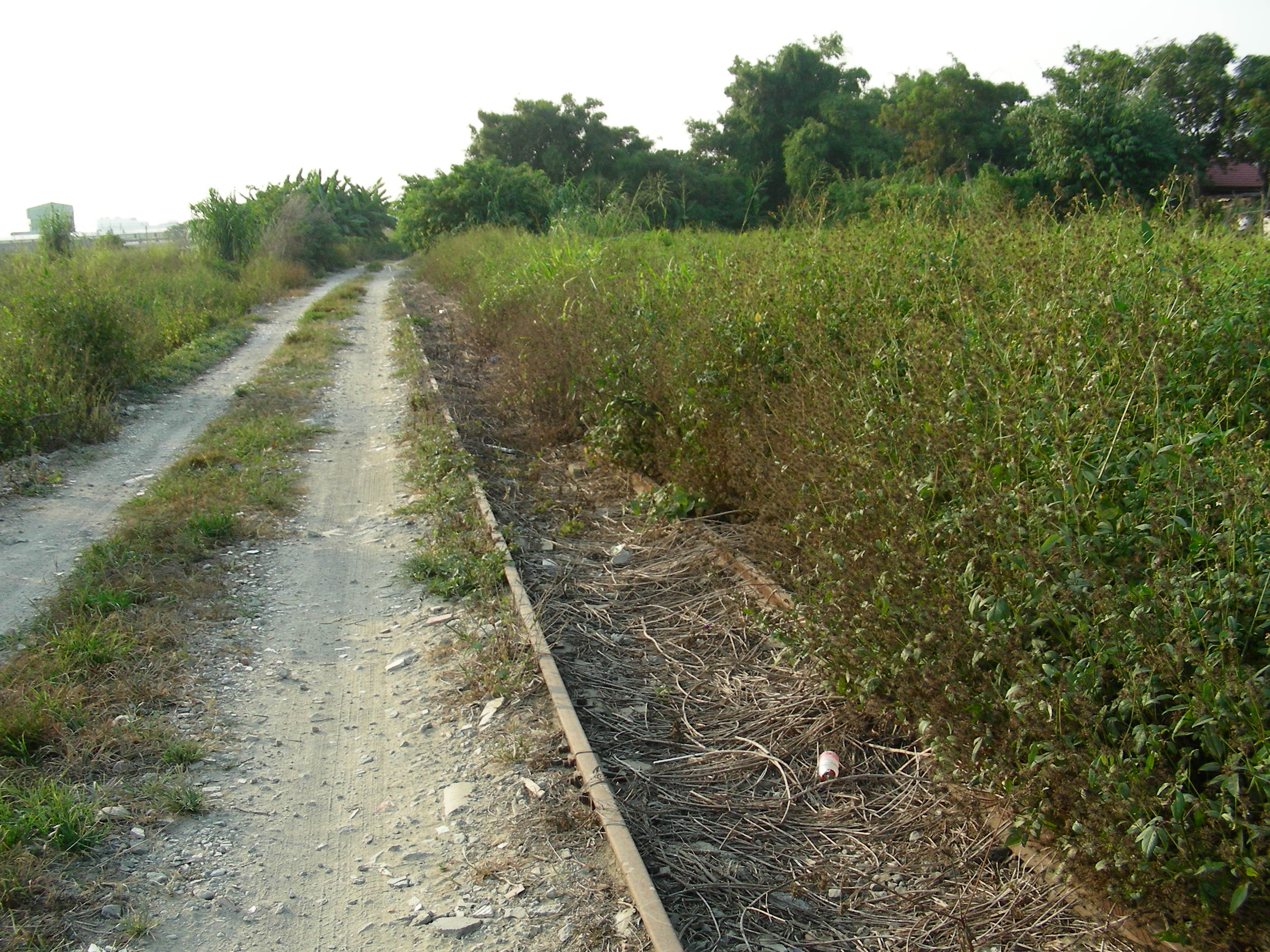
Ein unbenutztes Gleis der Guanmiao-Bahnstrecke der Taiwan Sugar Corporation.

1895 begann die Herrschaft Japans über Taiwan. In dieser Zeit begann die japanische Kolonialregierung mit dem Aufbau der Infrastruktur in der Ebene – etwa der westlichen Bahnstrecke und des Jianankanals mit seinen Verbindungen sowie der Zuckerfabrikations-Betriebe, die später in der Taiwan Sugar Corporation zusammengeschlossen wurden. Nach dem Zusammenbruch des Japanischen Reiches wurde die Insel durch die Republik China übernommen. Die beiden wichtigen Fernstraßen durch die Region, die Autobahnen Nationalstraße 1 und Nationalstraße 3, wurden Ende des 20. Jahrhunderts fertiggestellt.

## Wirtschaftliche Nutzung
Die Jianan-Ebene wird zum Anbau von Reis und in geringerem Maße anderer Getreidearten genutzt. Sie ist das Hauptanbaugebiet von Zuckerrohr auf Taiwan, die Zuckerproduktion ist aber kontinuierlich rückläufig. Seit der Fertigstellung des Jianankanals können jährlich drei Reisernten durchgeführt werden. Außerdem werden hier Erdnüsse, Mais, Süßkartoffeln sowie einige Zierblumen und Gemüsearten angebaut. Früher erfolgte auch die Erzeugung von Salz, aber die meisten Salinen wurden inzwischen aufgegeben. An der Küste gibt es auch Fischzuchtstationen.
Die industrielle Nutzung der Gegend erfolgt in verschiedenen Industrieparks, zu den Schwerindustrien gehören etwa Erdölraffinerien, Stahlerzeugung und der Schiffbau.